# Don’t Stop (Color on the Walls)
Don’t Stop (Color on the Walls) – czwarty singel indiepopowej grupy Foster the People pochodzący z jej pierwszego albumu studyjnego zatytułowanego Torches. Utwór został napisany przez Marka Fostera i wyprodukowany też przez niego i Paula Epwortha. Singel został wydany 10 stycznia 2012 roku przez wytwórnię Columbia Records. Utwór został wykorzystany w dwóch reklamach Nissana.

## Teledysk
8 grudnia opublikowano oficjalny teledysk. Reżyserią zajął się Daniels. Teledysk został zrobiony w technologii 3D, a w teledysku pojawiła się amerykańska aktorka Gabourey Sidibe.
W 2012 roku 3D Creative Arts Awards w Hollywood, Międzynarodowe Towarzystwo 3D Digital Revolution Studios przedstawiło teledysk na Lumiere Award w kategorii Best Television Short.

## Pozycje na listach przebojów
| Kraj              | Lista (2011-12)   | Najwyższa pozycja | Status      |
| ----------------- | ----------------- | ----------------- | ----------- |
| Francja           | Top 200 Singles   | 121               | –           |
| Kanada            | Canadian Hot 100  | 56                | złota płyta |
| Stany Zjednoczone | Billboard Hot 100 | 86                | złota płyta |
| Stany Zjednoczone | Alternative Songs | 5                 | złota płyta |
| Stany Zjednoczone | Hot Rock Songs    | 8                 | złota płyta |